# Heliconius jucundus
Heliconius jucundus är en fjärilsart som beskrevs av Bates 1864. Heliconius jucundus ingår i släktet Heliconius och familjen praktfjärilar. Inga underarter finns listade i Catalogue of Life.